# Amin
amin（アミン、本名：巫 慧敏（ウー・フイミン、ウー・ホイミンWū Huìmǐn・1973年1月15日 - 2021年7月29日）は、中国上海市出身の女性シンガーソングライター。当初「a-min」表記であったが後に「amin」に変更。享年48歳。

## 概要
澄んだやさしい歌声でフォークからモダン・ジャズまでこなす歌手。
父は中国古典音楽作曲家で碗琴奏者の巫洪宝、姉は二胡奏者のウェイウェイ・ウー（巫謝慧）。
「amin」は漢字にすると「阿敏」で、本名の「慧敏」の幼少期の呼ばれ方に由来。19歳のときに初来日。
東京・上海を拠点にして活動。日本では2003年にサントリー烏龍茶のCMソングを歌い有名となった。
2005年の愛・地球博を機に松任谷由実が結成したYUMING with Friends Of Love The Earthにディック・リーらと参加、同年末の第56回NHK紅白歌合戦に、中国本土出身の歌手として初出場の他、2007年に中国人民大会堂で行われた「日中国交正常化35周年 ファイナルコンサート」に参加。2010年に上海国際博覧会で行われた開幕式コンサートに、中国を代表する歌手として出演。東京・福岡で中国語のグループレッスン教室「amin Chinese Lounge」講師も務めた。
2021年7月29日、病気のため48歳で逝去。

## 来歴

### 中国デビューから日本での活動へ
1985年 - 中国上海電視台の一般視聴者参加型歌番組『カシオ杯家庭演唱大獎賽』に家族4人で出演、第1回の優勝者となり一躍有名となる。
1986年 - 中国の歌謡コンテストでギターの弾き語りをして入賞。これを機に『童年的過錯』など、3作の個人アルバム（カセット）を発売。
1992年10月16日、来日。
1997年 - 映画『香港大夜総会 タッチ&マギー』の主題歌を歌う。FM COCOLOでのラジオパーソナリティをファンキー末吉と共につとめる。
1998年 - ファンキー末吉プロデュースの「夜総会BAND」にボーカルとして参加。
1998年 - 映画『ショムニ』の主題歌「TENJIKUへ行こう〜Trust yourself〜」および挿入歌を歌う。同作には端役のラテンバンドのメンバーとしても出演している。
NHK BS1のドキュメンタリー番組『地球ウォーカー』上海編および『上海WALKERS』でナビゲートを担当。『上海WALKERS』ではテーマ曲「Naked sun」、挿入歌「Changing HEART」も歌う。

### ソロ活動へ（2003年〜）
2003年 - サントリー烏龍茶のCMソング「大きな河と小さな恋」を歌い、その歌声が広く知られるところとなる。20万枚を越えるセールスを獲得。
2004年 - 初のフル・アルバム『おなじ空の下』を東芝EMIからリリース。NHK『みんなのうた』の「この愛を〜お姉さんへ〜」の作詞と歌を担当。作曲および二胡演奏は姉のウェイウェイ・ウー。

### 日本と中国の架け橋として（2005年〜2021年）
2005年
4月 - NHK教育『中国語会話』のオープンニング・エンディング曲を歌い、月1回の中国古典を弾き語る歌のコーナーを担当し、準レギュラー出演。
YMOの「RYDEEN」の中国語カバー「雷電」を発売。2ndアルバム『ACROSS —楼蘭の少女—』をリリース。
「愛・地球博」ファイナルテーマソング「Smile again」をYUMING with Friends Of Love The Earthの一員として当時の皇太子徳仁親王、首相・小泉純一郎の前で披露。年末の第56回NHK紅白歌合戦にも、中国本土出身歌手として史上初の出場。
2006年 - アルバム『ACROSS』を中国でもリリース。
2007年 - 映画『西遊記』のオープニング挿入歌「西風的記憶〜西風の記憶」を作詞（中国語）し、自ら歌う。
初の著書『ウーロン茶のCMソングから、中国語を始めませんか?』を小学館より上梓。
松任谷由実らとともに、中国の人民大会堂で行われた「日中国交正常化35周年 グランドフィナーレコンサート」に出演。
2008年 - 六本木ヒルズアリーナで行われた「四川大地震チャリティーコンサート」に崔天凱駐日大使、歌手の孫国慶、アグネス・チャンらとともに参加。3rdフルアルバム『My Life, My Songs』をリリース。
2009年 - amin自らが中国語の先生となり、歌を交えたユニークな中国語サロン「amin Chinese Lounge」を東京で開講。aminが目の前で生歌を披露したり、受講生と一緒に卒業旅行で上海に行くなどの活動を行った。
2010年 -
1月に上海国際博覧会（上海万博）応援ソング「海を越えるバトン」リリース。
3月 - amin Chinese Lounge 第2期開講
4月 - 上海万博で行われた開幕式コンサートに中国を代表する歌手として出演、各国国家首脳を前に万博歌曲を歌唱。六本木で開催の関連イベントでも同曲を歌唱。
5月 - 上海万博日本館で行われた日中を歌で結ぶ「こころとこころを結ぶ〜心連心〜愛・地球博継承コンサート」に平原綾香、上海少年少女合唱団らとともに出演。このコンサートの模様はCCTV（中国中央電視台）、上海電視台でも取り上げられた。
6月 - 上海万博日本館（経済産業省・JETRO）主催の「ジャパンデーコンサート 〜つながろう! 調和のとれた未来のために〜」に谷村新司、w-inds、alanと共に出演。
12月 - amin Chinese Lounge 第3期開講。受講生としてレイチェル・チャンも参加。
2011年 -
3月 国際交流基金主催による「ふれあいの場『心連心』コンサート」ツアーを、河口恭吾、城南海と共に南京・重慶・長春・青島・北京の5カ所で開催を計画。最初の日程の3月13日の南京大学は予定通り開催されたが、3月11日に発生した東日本大震災の影響を考慮し、日本国外務省および国際交流基金による「当該の対外文化交流を自粛する」との判断に基づいて、以降の4カ所は中止となった。なお、ツアーに先立ち城南海の「アイツムギ」の中国語版「織愛」を作詞。NHKがドキュメント番組『心をつなぐ歌〜歌手amin 中国への旅』を放送。
5月 - 岩手県野田村の野田小学校で開催された「野田村さくらまつり」にてチャリティーライブを行う。
7月 - 「amin Chinese Lounge」第4期開講。
10月 - 東日本大震災のために中止を余儀なくされた「心連心」コンサートツアーの続きを、河口恭吾と共に北京、青島、成都、西寧で開催。
12月 - ニッポン放送制作の『BUZZ SHANGHAI』と上海東方ラジオ「動感101」制作の『BOOM BOOM TOKIO』による、日中共同制作のラジオ史上初となる『プログラム・エクスチェンジ方式』放送で、中国側ではパーソナリティ、日本側ではナビゲーターとして出演。
2012年
4月 - 東京国際フォーラムで開催された音楽イベント「Global Peace with Music 2012 Earth Day Special 〜for Wangari Muta Maathai〜」に倉木麻衣、平原綾香とともに出演。
5月 - 「amin Chinese Lounge」第5期（レギュラークラス）開講。
6月 - ソロコンサート「『回家的路（家に帰る道）』巫慧敏（amin）2012 上海コンサート」を上海音楽庁で開催。上海電視台芸術人文チャンネルで放送。
10月 - 来日20周年を迎える。
2013年1月 - ブルームーンカルテットとともに前年に結成した、オールド上海ジャズバンド（老上海爵士楽団）としての活動をスタート。
2014年
4月 - amin Chinese Lounge 福岡校を開講。
松田聖子&クリス・ハート「夢がさめて」の中国語バージョン「Last Forever -Chinese Version-」の中国語作詞とクリス・ハートの中国語歌唱指導を担当。
5月 - 当時の国立競技場の施設として最後のスポーツ大会となった、ラグビーワールドカップ2015アジア地区最終予選を兼ねた「アジア五カ国対抗（A5N）2014 日本代表対香港代表戦」にて平原綾香が「君が代」、aminが中国国歌「義勇軍進行曲」を斉唱。
10月 - 東京渋谷にて「aminが歌う中国古典歌曲選」ライブを開始。四季にちなんだ中国のヒット曲をカバーしたアコースティックライブとして継続予定。
2015年7月 - アジア・コンサートツアーの初回として、上海でソロコンサート「夏夢」を開催。
2016年
4月 - 「君につづく空」がNHK教育『テレビで中国語』のテーマ曲となる。
9月 - 福岡市で開催の「アクロス･ランチタイムコンサートvol.52 The OLD 上海 JAZZ with Strings」に安部潤らと出演、ボーカルを務める。
2021年7月29日 - 病気のため死去。48歳没。

## ディスコグラフィー

### アルバム
1. Circle Games（2003年2月26日、ダイキサウンド） ※ブランド「ロイスクレヨン」とのコラボ盤
2. おなじ空の下（2004年7月22日、東芝EMI）
3. ACROSS —楼蘭の少女—（2005年9月19日、東芝EMI）
4. My Life, My Songs（2008年11月19日、ビクターエンタテインメント）

### ミニ・アルバム
1. 百合の花（2003年6月25日、ドリーミュージック）

### シングル
1. 曖昧・ロマンティック（1994年11月16日、トーラスレコード） ※田辺智沙作詞・林哲司作曲の日本デビュー・シングル。テレビ東京系「深夜してよ!」オープニング・テーマ曲
2. Naked sun／Changing HEART（2000年8月23日、日本クラウン）
3. 大きな河と小さな恋（2003年2月26日、ドリーミュージック）
4. christmas eve（2003年11月26日、ドリーミュージック）
5. Rydeen 雷電（2005年8月3日、東芝EMI）
6. Smile again（Chinese Version）（2005年12月21日、東芝EMI）※配信限定
7. 今この場所から（2008年11月12日、ビクターエンタテインメント） ※配信限定
8. 海を越えるバトン〜2010年上海万博応援ソング（2010年1月20日、ビクターエンタテインメント）
9. 星のしめすもの（2011年4月21日、ミラクル・バス） ※配信限定

### 参加作品
1. この愛を 〜お姉さんへ〜（2004年7月7日、ワーナーミュージック・ジャパン） ※ウェイウェイ・ウー featuring アミン名義
2. 安部潤『The Sensimillia Family Tree』（#3「Especially You」ボーカル、2004年12月15日、ローヴィング・スピリッツ）
3. Smile again（2005年9月14日モバイル配信、同28日PC配信による発売。後に松任谷由実のシングルとして2006年2月15日にCD化）※Friends Of Love The Earth名義、詳細後述
4. 映画『西遊記』ORIGINAL SOUNDTRACK（#2「西風的記憶 〜西風の記憶」作詞・ボーカル、2007年8月1日、rhythm zone）
5. 『素顔のままで』（#5「眠れぬ夜」・#7「少年時代」・#9「渡良瀬橋」、2009年3月4日、ジェネオンエンタテイメント） ※カバー・コンピレーション・アルバム

### 夜総会BAND
1. 人魚の靴／ASIANO（エイジアーノ）〜夜総会BANDのテーマ（シングル、1998年1月21日、日本クラウン）
2. 私の青い鳥／Tokyo Heaven’s Bar（シングル、1998年4月22日、日本クラウン）
3. TENJIKUへ行こう 〜Trust yourself〜／Let Me Be Free（シングル、1998年10月21日、日本クラウン）
4. first（アルバム、1998年6月24日、日本クラウン）
5. 上海Walker 〜アジアの風〜（アルバム、2004年12月22日、日本クラウン） ※a-min with 夜総会BAND名義
6. 映画『香港大夜総会 タッチ&マギー』オリジナル・サウンドトラック（1997年5月21日、ビクターエンタテインメント）
7. 松竹映画『ショムニ』オリジナル・サウンドトラック（1998年12月16日、日本クラウン）
8. ゲームソフト『鬼眼城』サウンドトラック（#1「夢の国から」ボーカル、1999年11月21日、日本クラウン）

#### オールド上海ジャズバンド
- 上海ローズ（2013年7月24日、ウルトラ・ヴァイヴ） ※2013年4月にリリースされた、同バンドの上海発デビューアルバム『Shanghai Rose 上海玫瑰』の日本盤

#### サントリー烏龍茶ソングコレクション「烏龍歌集 チャイ」シリーズ
- 烏龍歌集【チャイ】（#1「大きな河と小さな恋」、2003年1月29日、ドリーミュージック）
- 烏龍歌集［夏チャイ］（#2「大きな河と小さな恋 〜'03 Summer Mix〜」・#3「LIKE A VIRGIN 〜Caribbean Bloom Mix〜」、2003年7月30日、ドリーミュージック）
- 烏龍歌集［クリスマスチャイ］（#1「クリスマス・イブ」・#6「大きな河と小さな恋 〜クリスマス・ヴァージョン〜」、2003年11月26日、ドリーミュージック）
- 烏龍歌集［チャイ チャイ］（#1「Rydeen 雷電」・#2「Changing Partners」・#4「卒業写真」・#8「Your Song」・#10「白い色は恋人の色」・#15「Time After Time」・#20「Spicks and Specks」・#21「大きな河と小さな恋」、2005年11月16日、東芝EMI）
- chai chai christmas（#1「クリスマス・イブ」・#7「Rydeen 雷電」・#10「大きな河と小さな恋 〜クリスマス・ヴァージョン〜」、2005年12月7日、東芝EMI） ※配信限定
- chai dance flash（2006年5月10日、Click Records） ※iTunes Store配信限定。chai dance!のDJ Mixバージョン
- chai dance!（#4「上海ブギウギ」・#12「Rydeen（雷電）」・#14「Loco-Motion」、2006年6月28日、東芝EMI）

#### 〜the most relaxing〜 feel シリーズ
- 〜the most relaxing〜 feel presents ASIAN MUSE —亜細亜的女神—（#3「百合の花」、2004年2月25日、東芝EMI）
- 〜the most relaxing〜 feel best（#13「大きな河と小さな恋（Sweet Version）」、2004年9月29日、東芝EMI）
- 〜the most relaxing〜 feel Christmas（#3「星に願いを」、2004年11月10日、東芝EMI） ※新録
- 〜the most relaxing〜 feel presents ASIAN MUSE —DIVA—（#8「Your Song」、2007年3月14日、東芝EMI）
- 〜the most relaxing〜 feel presents New ASIA III（#8「Smile again（中国語version）」、2007年5月30日、東芝EMI）
- 〜the most relaxing〜 feel presents Best of New ASIA（#5「大きな河と小さな恋」、2009年2月25日、EMIミュージック・ジャパン）

## Friends Of Love The Earth
松任谷由実が2005年9月23日に愛・地球博長久手会場内EXPOドームで、愛・地球博の閉幕コンサートとして開催した「YUMING Love The Earth Final」で共演したアジア各国のアーティスト4人により結成。その中のメンバーとして参加した。
このコンサートで、5人のコラボレーションであるYUMING Love The Earth Finalのテーマソング「Smile again」（松任谷由実書き下ろし曲）が発表され、同曲は9月14日にモバイル先行配信、9月28日にPC配信で発売された。
2006年2月15日に松任谷由実の両A面シングルCD『虹の下のどしゃ降りで／Smile again』として発売されるが、シングル曲のCDとして一般のCDショップでの発売は考えられていなかった。その大きな理由としては、CDでの発売より、パソコン等による配信のほうがアジアの人々に広く手に入れてもらえるからである。
2005年の「iTunes Music Store」年間アルバムチャート1位、2006年1月18日付の全国有線放送ランキングチャート1位を獲得。
第56回NHK紅白歌合戦に上海のホテル「ウェスティン外灘センター上海」屋上から生出演。瞬間最高視聴率42.5%（関東地区）の高視聴率を獲得した。

### メンバー
- ディック・リー（シンガポール）
- 許可（シュイ・クー、中国）
- amin（中国）
- イム・ヒョンジュ（韓国）

## 著書
- ウーロン茶のCMソングから中国語を始めませんか?（小学館、2007年9月27日） ISBN 978-4-09-504352-4